# قلعه خسروآباد
قلعه خسروآباد مربوط به دوره قاجار است و در شهرستان ابرکوه، بخش مرکز ی، دهستان فراغه، روستای خسروآباد واقع شده و این اثر در تاریخ ۱۸ اسفند ۱۳۸۷ با شمارهٔ ثبت ۲۵۳۶۰ به‌عنوان یکی از آثار ملی ایران به ثبت رسیده است.